# Cephaloscyllium sufflans
Cephaloscyllium sufflans е вид хрущялна риба от семейство Scyliorhinidae.

## Разпространение
Видът е разпространен в Мозамбик и Южна Африка.